# Maysville (Kentucky)
Maysville é uma cidade localizada no estado americano de Kentucky, no Condado de Mason.

## Demografia
Segundo o censo americano de 2000, a sua população era de 8993 habitantes.
Em 2006, foi estimada uma população de 9179, um aumento de 186 (2.1%).

## Geografia
De acordo com o United States Census Bureau tem uma área de
57,7 km², dos quais 51,6 km² cobertos por terra e 6,1 km² cobertos por água.

## Localidades na vizinhança
O diagrama seguinte representa as localidades num raio de 20 km ao redor de Maysville.